# Helminthosporiose du maïs

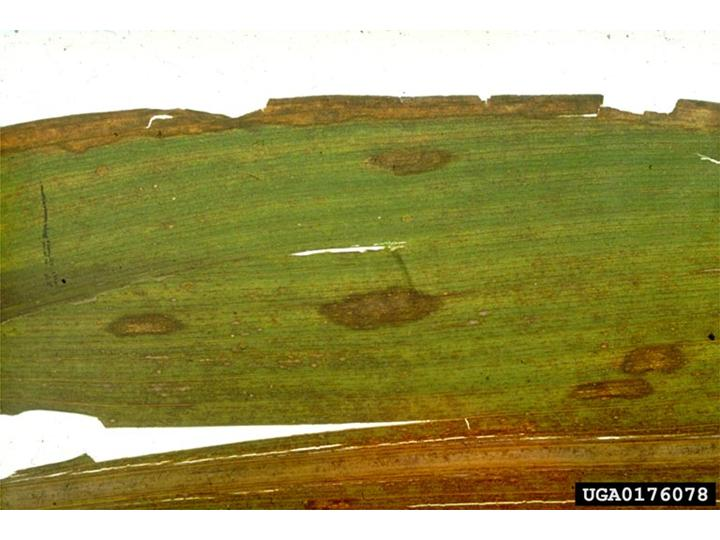
Symptômes dus à Bipolaris zeicola sur feuille de maïs.

L'helminthosporiose du maïs est une maladie fongique qui affecte les cultures de maïs (Zea mays). Les agents pathogènes responsables de cette maladie sont des espèces de champignons ascomycètes de la famille des Pleosporaceae, Cochliobolus carbonum (anamorphe : Bipolaris zeicola), Cochliobolus heterostrophus (anamorphe : Bipolaris maydis), Setosphaeria turcica (anamorphe : Exserohilum turcicum).
L’helminthosporiose fusiforme, due à Setosphaeria turcica est une maladie du maïs endémique dans certaines régions de France, notamment le Sud-Ouest.
En 1970, une épidémie d'helminthosporiose (Southern corn leaf blight) due à la race T de Cochliobolus heterostrophus ravagea les cultures de maïs des États-Unis, provoquant une perte de 15 % sur l'ensemble de la récolte du pays, les pertes allant de 80 à 100 % sur certaines parcelles dans les États du Sud.